# Bandera de Letònia
La bandera de Letònia es compon d'un camp vermell carmí travessat pel centre d'una franja horitzontal blanca més estreta, en relació 2:1:2.
A partir de 1279, el granat blanc granat va esdevenir el símbol de Latvie, una regió que va esdevenir la llar dels letons. Aquest símbol fou reprès segles més tard per les associacions d'estudiants letons que es reunien per nacionalitats a la Universitat de Tartu a Estònia i durant un festival de música a Riga el 1873. Aquesta bandera fou adoptada en la independència de 1918. Fou prohibida per l'URSS a partir de 1940, fou autoritzada de nou el 1988 i oficial amb la independència el 1990.

## Construcció i dimensions
Les proporcions i colors de la bandera estan establerts per llei. Sent les proporcions de la franja blanca la meitat d'ampla que les vermelles (2:1:2) i la relació d'alçada i ample d'1:2

Plantilla de construcció de la bandera.

### Colors
El granat representa els teixits pintats de móra, vestits pels guerrers letons al segle xiii.
| Model de color | Blanc         | Granat      | Granat (roba)            |
| -------------- | ------------- | ----------- | ------------------------ |
| Pantone        | Blanc         | 201 C       | 19-1629 TPX o 19-1629 TC |
| CMYK           | 0-0-0-0       | 0-78-66-38  | 37-83-63-36              |
| RGB            | 255, 255, 255 | 157, 34, 53 | 119, 53, 61              |
| HTML           | #FFFFFF       | #9D2235     | #77353D                  |

## Banderes històriques

Ducat de Curlàndia i Semigàlia (1562-1795)
Bandera de Letònia (1918-1940)
RSS de Letònia (1919-1920)
RSS de Letònia (1940-1953)
RSS de Letònia (1953-1990)